# Fimbristylis subinclinata
Fimbristylis subinclinata är en halvgräsart som beskrevs av Tetsuo Michael Koyama. Fimbristylis subinclinata ingår i släktet Fimbristylis och familjen halvgräs.
Artens utbredningsområde är Taiwan. Inga underarter finns listade i Catalogue of Life.